# Ferien total verrückt
Ferien total verrückt (Alternativtitel: Sommer mit Hindernissen; Originaltitel: Camp Nowhere) ist eine US-amerikanische Abenteuerkomödie aus dem Jahr 1994. Regie führte Jonathan Prince, das Drehbuch schrieben Andrew Kurtzman und Eliot Wald.

## Handlung
Morris Himmel erfährt, dass seine Eltern ihn in ein Ferienlager schicken wollen. Er bespricht es mit seinen Freunden, denen Ähnliches droht: Zack Dell, Trish Prescott und Gaby Nowicki. Die Kinder beschließen, ein eigenes Sommerlager zu organisieren, in dem keine Disziplin gelten würde. Sie finden den einstigen Lehrer Dennis Van Welker, der bereit ist, sich als Betreuer auszugeben. Die Gruppe mietet eine Farm und zieht dorthin.
Einige Zeit nach der Abreise der Kinder kündigen die Eltern an, das Lager besuchen zu wollen.

## Hintergrund
Der Film wurde in Kalifornien gedreht. Er spielte in den Kinos der USA etwa 10,5 Millionen US-Dollar ein. Jessica Alba debütierte in diesem Film.

## Kritiken
Steven Gaydos schrieb in der Zeitschrift Variety vom 26. August 1994, die Komödie verschwende ihr Potential. In der Handlung gebe es Elemente von Der Club der toten Dichter und Herr der Fliegen, die jedoch schnell zugunsten einer „traditionellen“ Handlung verschwinden würden. Das Niveau entspreche weitgehend jenem einer „Standard-TV-Sitcom“. Gaydos lobte die Leistungen einiger Darsteller, darunter jene des debütierenden Jonathan Jackson und die von Wendy Makkena.
Die Filmzeitschrift Cinema schrieb, die „Kinderkomödie um ein antiautoritäres Ferienlager“ sei „Kinderkram, aber ganz sympathisch“.